# Amastus simulans
Amastus simulans là một loài bướm đêm thuộc phân họ Arctiinae, họ Erebidae.